# Ernst von Lengerke
Ernst Julius Friedrich von Lengerke (* 29. August 1836 in Hanau; † 9. Februar 1882 in Gemünden) war ein deutscher Jurist und Landrat.

## Leben
Ernst von Lengerke entstammte dem Osnabrücker Ratsgeschlecht Lengerke, das im 18. Jahrhundert mit einzelnen Linien in den westfälischen Landadel übertrat. Er war ein Sohn des Marburger Hospitalvorstehers Karl von Lengerke und dessen Ehefrau Friederike von Meyerfeld.
Nach dem Abitur am Gymnasium Marburg absolvierte er ein Studium der Rechtswissenschaften an der Ruprecht-Karls-Universität Heidelberg und der Philipps-Universität Marburg. Am 13. April 1859 legte er in Kassel das erste juristische Staatsexamen (Noten: mündlich „gut“, schriftlich „sehr gut“) ab. 
Als Obergerichtsreferendar war er am Obergericht Kassel und bei den Justizämtern I und II in Marburg eingesetzt. 
Durch das Obergericht Fulda erhielt er am 20. Juni 1862 die Anerkennung der Befähigung zur Bekleidung eines Richteramtes und wechselte im Jahr darauf in die Verwaltung und wurde Referendar bei der Regierung Marburg. 
Am 15. April 1865 wurde er als provisorischer Kreissekretär bei der Polizeidirektion Fulda eingesetzt und am 23. Juli des folgenden Jahres definitiv ernannt. Bevor er im April 1870 zur Regierung Minden überwiesen wurde, war er als Regierungsassessor bei der Regierung Fulda tätig.
1872 wurde ihm die Verwaltung des Landratsamtes des Kreises Herford und 1873 die Verwaltung des Landratsamtes Lüdinghausen übertragen. Er kehrte in die Landesverwaltung zurück und wurde im Juli 1875 Regierungsrat bei der Bezirksregierung Minden.
Am 25. März 1880 wurde ihm definitiv das Amt des Landrats des Landkreises Herrschaft Schmalkalden übertragen. Dieses Amt übte er bis 1882 aus, als er am 9. Februar in der Wohra nahe Gemünden ertrank.